# Myth III: The Wolf Age
Pour les articles homonymes, voir Myth.
Myth III: The Wolf Age est un jeu vidéo de tactique en temps réel, développé par Mumbo Jumbo, sorti sous Windows le 30 octobre 2001. Il est la suite du célèbre jeu vidéo du studio de développement Bungie (Halo, Oni) Myth II : Le Fléau des âmes sorti en 1998, qui était lui-même la suite de Myth : Les Seigneurs damnés,.

## Système de jeu
C'est un jeu de stratégie en temps réel un peu particulier car le joueur ne peut y construire d'unités. Le joueur commence une mission avec un certain nombre d'unités, ce qui augmente l'aspect stratégique. De plus, le relief joue également un rôle primordial.
Moins populaire que son aîné, développé par Mumbo Jumbo, Myth III reste néanmoins un jeu de stratégie jugé divertissant ; soulignons également que la communauté mythienne est encore très active, en témoigne le site www.playmyth.net.

## Accueil
| Myth III              |      |       |
| Média                 | Pays | Notes |
| Computer Gaming World | US   | 4/5   |
| Gamekult              | FR   | 7/10  |
| GameSpot              | US   | 84 %  |
| Gen4                  | FR   | 14/20 |
| Jeuxvideo.com         | FR   | 15/20 |
| Joystick              | FR   | 80 %  |
| PC Gamer UK           | GB   | 58 %  |